# 中路林
中路林是臺灣高雄市燕巢區的一個傳統地域名稱，位於該區南部西側。相較於今日行政區，其範圍大致包括鳳雄里西半部、角宿里南部邊界地帶西段。
本地區境內主要聚落為中路林，設有國立高雄科技大學第一校區。

## 歷史
台灣日治初期，中路林地區為一街庄，稱為「中路林庄」（舊制街庄），隸屬於觀音中里。該庄昔日西北與中崎庄為鄰，北與滾水坪庄為鄰，東邊及南邊東段與鳳山厝庄為鄰，南邊中至西段為保舍甲庄，西南邊為土庫庄。
1901年（日治明治三十四年）11月11日，全台廢縣廳改設二十廳，該庄隸屬於鳳山廳。1904年（明治三十七年）5月3日，該庄編入「保舍甲區」，隸屬於鳳山廳。1909年（明治四十二年）10月25日，全台合併二十廳為十二廳，保舍甲區改隸屬於臺南廳。1920年（大正九年）10月1日，全台地方制度大改正，廢十二廳改設五州二廳，該庄改制為「中路林」大字，隸屬於高雄州高雄郡楠梓庄（新制街庄）。1924年（大正十三年）12月25日，高雄郡廢郡，楠梓庄改隸屬於岡山郡。1943年（昭和十八年）10月1日，楠梓庄廢庄，鳳山厝、中路林兩大字改隸屬於燕巢庄。
戰後燕巢庄改制為燕巢鄉，隸屬於高雄縣，大字亦改制為村。1950年（民國39年）10月1日，高、屏分治，燕巢鄉仍隸屬於高雄縣。2010年（民國99年）12月25日，高雄縣、市合併為直轄高雄市，燕巢鄉改制為燕巢區，村亦改制為里。

## 聚落
本地區發展較早的聚落為中路林、三塊厝（已消失），在日治初期的官方地圖上已有記載。

## 交通
國道1號又稱「中山高速公路」，是貫穿台灣西部的兩條縱向高速公路之一，經過本地區西部。最近的交流道在北側為市道186號交會處的岡山交流道，在南側為省道台22線交會處至市道183號交會處的楠梓交流道。由此等可快速前往國道1號沿線各地。
區道高35-1線是四角林至海峰的道路，其西南側端點（終點）位於本地區北部的區道高36線轉角路口。
區道高36線是芋寮至鳳山厝的道路，經過本地區西北部、中部及東部。

## 學校
- 國立高雄科技大學第一校區（大部分）